# Кобзар-Cobzarul
Кобзар-Cobzarul — двомовне українсько-румунське видання творів Тараса Шевченка
Двомовний українсько-румунський «Кобзар-Cobzarul» Тараса Шевченка побачив світ у чернівецькому видавництві «Букрек».
Видання приурочено до святкування 200-ліття геніального українського поета у 2014 році.
Переклад зробив румуномовний поет українського походження Іон Козмей. Робота забрала близько 20 років.
До збірки увійшли «Катерина», «Гайдамаки», «Сон», «Кавказ», «Заповіт», «До Основ'яненка», всього 27 творів.
Видання проілюстроване також копіями малюнків великого Кобзаря.
Перший наклад перекладу «Кобзаря» становить 500 примірників, який зразу ж був реалізований.
Передмову написав відомий поет Іван Драч, науковий редактор — доктор філологічних наук, професор Богдан Мельничук, літературний редактор — асистент кафедри румунської та класичної філології Чернівецького національного університету Фелічія Вринчану, упорядник книги — журналіст, працівник румуномовної газети «Зоріле Буковіней» Михайло Гуцкал.
Книга побачила світ за фінансової підтримки Чернівецької обласної державної адміністрації і обласної ради та з ініціативи Генерального консульства України у Сучаві.
Презентація двомовного українсько-румунського «Кобзаря-Cobzarul» відбулася як у Чернівцях, так й в Сереті.
За словами Генерального консула Румунії у Чернівцях Татіани Попа: «У румунський культурний простір шевченківські вірші приходили через багатьох перекладачів. Однак переклади Іона Козмея визнані фахівцями найбільш точними і вдалими. Презентований двомовний „Кобзар“ Тараса Шевченка збагачує румунську літературу і зближує українську та румунську культури».